# Svea (klädmärke)
Svea är ett varumärke inom konfektionsbranschen som ägs av Svea Simplicity Improved AB.
Varumärket grundades av Ricky Sandström och Andreas Engelkes tillsammans med Per Holknekt. Inledningsvis var affärsidén att importera skateboards, tillbehör samt enklare kläder för att märka dem med Sveas varumärke. År 1999 gav sig företaget in i modebranschen. Kiki Wallmansson är sen år 2000 verkställande direktör och har fortfarande ansvar för hela varumärket. Styrelsen har sitt säte i Borås. Antalet anställda uppgick i slutet av 2017 till 20 personer.
Svea driver även egen e-handel samt butiker i Kungsbacka (Hede Outlet), Båstad och Gällstad. Tidigare fanns butik även i Köpenhamn och Stockholm.